# Pléguien
Pléguien é uma comuna francesa na região administrativa da Bretanha, no departamento Côtes-d'Armor. Estende-se por uma área de 15,55 km². Em 2010 a comuna tinha 1 348 habitantes (densidade: 86,7 hab./km²).